# The Reluctant Saint
The Reluctant Saint is een Amerikaanse dramafilm uit 1962 onder regie van Edward Dmytryk.

## Verhaal
Giuseppe Maria Desa is traag van begrip. Op aandringen van zijn moeder wordt hij monnik in een franciscanenklooster. Ook in het klooster brengt zijn simpele geest hem regelmatig in moeilijkheden. Uiteindelijk zien de monniken echter dat hij een goed hart heeft.

## Rolverdeling
| Acteur            | Personage       |
| ----------------- | --------------- |
| Maximilian Schell | Giuseppe        |
| Ricardo Montalbán | Don Raspi       |
| Lea Padovani      | Moeder          |
| Akim Tamiroff     | Bisschop        |
| Harold Goldblatt  | Vader Giovanni  |
| Arnoldo Foà       | Felixa          |
| Mark Damon        | Aldo            |
| Luciana Paluzzi   | Carlotta        |
| Carlo Croccolo    | Gobbo           |
| Giulio Bosetti    | Broeder Orlando |
| Elisa Cegani      | Zuster          |